# Bistum Corner Brook und Labrador
Das Bistum Corner Brook und Labrador (lateinisch Dioecesis Riviangulanensis-Labradorensis, englisch Diocese of Corner Brook and Labrador) ist eine in Kanada gelegene römisch-katholische Diözese mit Sitz in Corner Brook. 

## Geschichte
Das Bistum Corner Brook und Labrador wurde am 9. Mai 1870 durch Papst Pius IX. aus Gebietsabtretungen des Bistums Saint John’s, Neufundland als Apostolische Präfektur West-Neufundland errichtet. Die Apostolische Präfektur West-Neufundland wurde am 28. April 1892 durch Papst Leo XIII. zum Apostolischen Vikariat erhoben. Am 18. Februar 1904 wurde das Apostolische Vikariat West-Neufundland durch Papst Pius X. zum Bistum erhoben und in Bistum Saint George’s umbenannt. Es wurde dem Erzbistum Saint John’s, Neufundland als Suffraganbistum unterstellt. Am 31. Mai 2007 wurde dem Bistum Saint George’s das Labrador Territory, welches zum aufgelösten Bistum Labrador City-Schefferville gehörte, angegliedert. Zudem wurde das Bistum Saint George’s in Bistum Corner Brook und Labrador umbenannt.

## Ordinarien

### Apostolische Präfekten von West-Neufundland
- 1871–1885 Thomas Sears
- 1885–1892 Michael Francis Howley

### Apostolische Vikare von West-Neufundland
- 1892–1894 Michael Francis Howley, dann Bischof von Saint John’s, Neufundland
- 1895–1904 Neil McNeil

### Bischöfe von Saint George’s
- 1904–1910 Neil McNeil, dann Erzbischof von Vancouver
- 1911–1920 Michael Fintan Power
- 1920–1941 Henry Thomas Renouf
- 1941–1970 Michael O’Reilly
- 1970–1985 Richard Thomas McGrath
- 1986–2003 Raymond John Lahey, dann Bischof von Antigonish
- 2003–2007 David Douglas Crosby OMI

### Bischöfe von Corner Brook und Labrador
- 2007–2010 David Douglas Crosby OMI, dann Bischof von Hamilton
- 2011–2018 Peter Joseph Hundt, dann Erzbischof von Saint John’s, Neufundland
- seit 2019 Bartolomeus van Roijen